# Moduł ilorazowy
Moduł ilorazowy – struktura tworzona dla dowolnego modułu i jego podmodułu. Konstrukcja opisana niżej jest analogiczna do otrzymywania pierścienia liczb całkowitych modulo n (zobacz: arytmetyka modularna). W ten sam sposób powstają też grupa ilorazowa i pierścień ilorazowy.

## Definicja
Niech dany będzie (lewostronny) moduł {\displaystyle M} nad pierścieniem {\displaystyle R} oraz podmoduł {\displaystyle N} tego modułu. Przestrzeń ilorazowa {\displaystyle M/N} zdefiniowana jest za pomocą następującej relacji równoważności:
{\displaystyle m\sim n} wtedy i tylko wtedy, gdy {\displaystyle m-n\in N}
dla dowolnych {\displaystyle m,n\in M.} Elementami {\displaystyle M/N} są klasy abstrakcji postaci
{\displaystyle [m]=\{m+n\colon n\in N\}.}
Działanie dodawania w {\displaystyle M/N} określone jest dla dwóch klas równoważności jako klasa równoważności sumy dwóch reprezentantów tych klas; podobnie definiuje się iloczyn przez elementy z {\displaystyle R.} Tym sposobem przestrzeń ilorazowa {\displaystyle M/N} sama staje się modułem nad {\displaystyle R} nazywanym modułem ilorazowym. Symbolicznie:
{\displaystyle [m]+[n]=[m+n]} i
{\displaystyle r[m]=[rm]}
dla dowolnych {\displaystyle m,n\in M} oraz {\displaystyle r\in R.}
Dla modułu {\displaystyle M} i podmodułu {\displaystyle N\subseteq M}
Moduł ilorazowy to przestrzeń klas abstrakcji {\displaystyle M/N} z działaniami określonymi powyżej.

## Przykłady
Niech dany będzie pierścień {\displaystyle \mathbb {R} } liczb rzeczywistych i {\displaystyle \mathbb {R} }-moduł {\displaystyle A=\mathbb {R} [X],} czyli pierścień wielomianów o rzeczywistych współczynnikach. Rozważmy podmoduł
{\displaystyle B=(X^{2}+1)\mathbb {R} [X]}
modułu {\displaystyle A,} to jest podmoduł wszystkich wielomianów podzielnych przez {\displaystyle X^{2}+1.} Okazuje się, że relacją równoważności określoną przez ten moduł jest
{\displaystyle P(X)\sim Q(X)} wtedy i tylko wtedy, gdy {\displaystyle P(X)} oraz {\displaystyle Q(X)} dają tę samą resztę z dzielenia przez {\displaystyle X^{2}+1.}
Dlatego w module ilorazowym {\displaystyle A/B} wielomian {\displaystyle X^{2}+1} będzie tym samym co {\displaystyle 0} i stąd może być on postrzegany jako otrzymany z {\displaystyle \mathbb {R} [X]} przez utożsamienie {\displaystyle X^{2}+1=0.} Moduł ilorazowy {\displaystyle A/B} jest izomorficzny z liczbami zespolonymi postrzeganymi jako moduł nad liczbami rzeczywistymi {\displaystyle \mathbb {R} .}

## Własności
- Moduł ilorazowy {\displaystyle M/N} jest obrazem homomorficznym modułu {\displaystyle M} przez homomorfizm o jądrze {\displaystyle N} dany wzorem

{\displaystyle \pi :M\longrightarrow M/N:m\mapsto m+N.}
Odwzorowanie {\displaystyle \pi } jest nazywane projekcją modułu {\displaystyle M} na moduł ilorazowy {\displaystyle M/N}.
- Twierdzenie o izomorfizmie: dla dwóch podmodułów {\displaystyle M,N} modułu {\displaystyle Q} prawdziwe jest
{\displaystyle M/(M\cap N)\simeq (M+S)/N.}

dla podmodułu {\displaystyle N\subseteq Q\subseteq P} zachodzi
{\displaystyle (P/N)/(Q/N)\simeq P/Q.}
- Istnieje kanoniczna odpowiedniość pomiędzy klasą izomorfizmów monomorfizmów w {\displaystyle M} a klasą izomorfizmów epimorfizmów z {\displaystyle M;} monomorfizm {\displaystyle I\colon N\to M} odpowiada modułowi ilorazowemu {\displaystyle M/i(N),} a epimorfizm {\displaystyle P\colon M\to Q} odpowiada podmodułowi {\displaystyle \ker P.}
- Jeżeli moduł jest skończenie generowany lub ma skończoną długość, to taki jest też jego dowolny moduł ilorazowy.
- Jeżeli {\displaystyle B} jest {\displaystyle A}-algebrą (łączną, z jedynką), to
{\displaystyle B\otimes _{A}(M/N)\simeq (B\otimes _{A}M)/U,}

gdzie {\displaystyle U} jest obrazem {\displaystyle B\otimes _{A}N} w {\displaystyle B\otimes _{A}M.}
- Jeżeli {\displaystyle I} jest (obustronnym) ideałem w {\displaystyle A,} to moduł ilorazowy {\displaystyle A/I} jest tym samym co pierścień ilorazowy {\displaystyle A/I.}